# Historischer Nationalpark Boğazköy-Alacahöyük

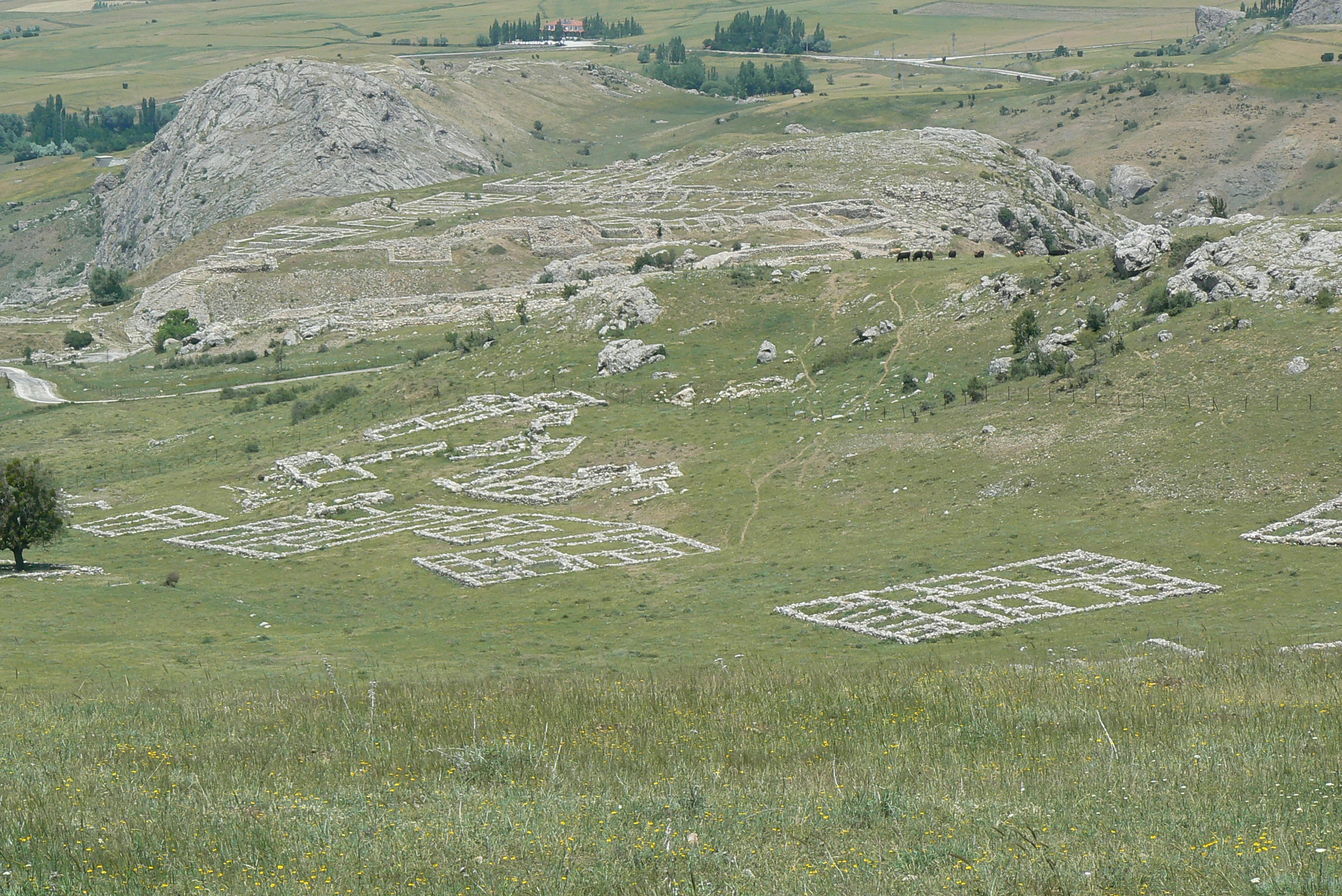
Tempel in Ḫattuša

Der Historische Nationalpark Boğazköy-Alacahöyük (türkisch Boğazköy-Alacahöyük Tarihi Milli Parkı) liegt im Süden der türkischen Provinz Çorum.
Er ist etwa 2600 ha groß. Seit 1988 ist er einer der türkischen Nationalparks.
Im Park befinden sich die archäologischen Grabungsstätten von Ḫattuša, der Hauptstadt des Großreichs der Hethiter, und das dazugehörende Heiligtum Yazılıkaya, die beim Ort Boğazkale (alter Name: Boğazköy) liegen, und von Alaca Höyük, einem Siedlungshügel aus hattischer und hethitischer Zeit. Hattuša und Yazılıkaya gehören seit 1986 zum Weltkulturerbe der UNESCO.
Der Park besteht aus zwei Teilen. Der eine umschließt Boğazkale, Hattuša und Yazılıkaya und hat einen Durchmesser von etwa fünf Kilometern (40° 0′ 57″ N, 34° 37′ 15″ O). Der zweite Teil umfasst lediglich die Grabungsfläche von Alaca Höyük; er hat einen Durchmesser von etwa 300 Metern und liegt bei 40° 14′ 4″ N, 34° 41′ 44″ O. Die Teilgebiete sind etwa 25 km voneinander entfernt.